# Bikinia congensis
Bikinia congensis är en ärtväxtart som beskrevs av Jan Johannes Wieringa. Bikinia congensis ingår i släktet Bikinia och familjen ärtväxter. Inga underarter finns listade i Catalogue of Life.